# Billy Idol
William Michael Albert Broad (Stanmore, Middlesex, 30. studenog 1955.), poznatiji kao Billy Idol, je engleski glazbenik. Postaje popularan članstvom u londonskom punk sastavu Generation X. Samostalnu karijeru nastavlja u SAD-u tijekom osamdesetih, postavši jednom od prvih zvijezda glazbene televizijske postaje MTV.

## Karijera
Glazbenu karijeru počinje 1976. pridruživanjem punk sastavu Siouxsie and the Banshees. Ubrzo ih napušta i pridružuje se sastavu Chelsea kao gitarist. Nedugo nakon toga, skupa Tonyjem Jamesom napušta sastav i utemeljuju novi sastav, Generation X u kojem Billy Idol preuzima ulogu pjevača. Objavljuju tri albuma: Generation X (1978.), Valley of the Dolls (1979.) i Kiss Me Deadly (1981.) Nakon zadnjeg albuma sastav prestaje s radom, a Billy Idol seli u New York i nastavlja samostalnu karijeru.
Prvi uradak, EP Don't Stop objavljuje 1981. na kojem su i danas popularne pjesme "Dancing with Myself" te "Mony, Mony". 
Album prvijenac Billy Idol izdaje 1982. s kojeg su poznate pjesme "Hot in the City" i "White Wedding". Ovim albumom počinje dugogodišnju suradnju sa Steveom Stevensom. 
Drugi studijski album, Rebel Yell veliki je komercijalni uspjeh kojim potvrđuje status zvijezde u SAD. Album je doživio multiplatinastu nakladu, a hitovi s albuma su "Rebel Yell", "Flesh for Fantasy", "Eyes Without a Face" te "Catch My Fall". 
Hitove prva tri studijska albuma objavljuje 1985. na kompilaciji Vital Idol. 
Sljedeće godine (1986.) izdaje novi studijski album, Whiplash Smile. Poznate pjesme s albuma su "To Be a Lover", "Don't Need a Gun" te "Sweet Sixteen", pjesma country prizvuka i jedna od rijetkih njegovih balada. Ubrzo Steve Stevens kreće u samostalnu karijeru, prekidajući suradnju s Billyem Idolom. 
Novu kompilaciju hitova, Idol Songs: 11 of the Best izdaje 1988. 
Novi studijski album Charmed Life izdaje 1990. Hitovi s albuma su "L.A. Woman" (obrada pjesme sastava The Doors iz 1971.) i "Cradle of Love". 
Sljedećim studijskim albumom Cyberpunk, izdanim 1993. nastavlja se silazna putanja karijere odlaskom Stevensa.  Iako je album tehnički bio ispred svog vremena, nije bio osobito popularan, a jedini hit s albuma je pjesma "Shock to the System".
Dugogodišnju stanku (dijelom uzrokovanu ovisnošću o drogama) prekida 2001. izdavanjem kompilacije hitova Greatest Hits. Na albumu se nalazi obrada pjesme sastava Simple Minds "Don't You (Forget About Me)", a ponovno počinje suradnja sa Steveom Stevensom.
VH1 Storytellers je akustični album izdan 2002., a snimljen je za emisiju glazbene postaje VH1.
Nakon punih 12 godina (2005.) snima i izdaje studijski album Devil's Playground. Hit s albuma je pjesma "Scream".
Happy Holidays je album Božićne tematike izdan 2006. Album se sastoji od tradicionalnih i originalnih pjesama.
The Very Best of Billy Idol: Idolize Yourself je kompilacija hitova izdana 2008. Osim starih hitova, sadrži i dvije neobjavljene pjesme, "John Wayne" i "New Future Weapon".
Billy Idol je nastupio u Hrvatskoj 2010. na T-Mobile INmusic festivalu.

## Diskografija
- Don't Stop (EP) (1981.)
- Billy Idol (1982.)
- Rebel Yell (1983.)
- Vital Idol (1985.)
- Whiplash Smile (1986.)
- Idol Songs: 11 of the Best (1988.)
- Charmed Life (1990.)
- Cyberpunk (1993.)
- Greatest Hits (2001.)
- VH1 Storytellers (2002.)
- Devil's Playground (2005.)
- Happy Holidays (2006.)
- The Very Best of Billy Idol: Idolize Yourself (2008.)
- Kings & Queens of the Underground (2014.)

## Vanjske poveznice
- Službena stranica